# Larder Lake
Larder Lake es un municipio canadiense situado en la provincia de Ontario.

## Superficie
Larder Lake tiene una superficie de 227,62 km².

## Demografía
En 2021, tenía 745 habitantes, una densidad poblacional de 3,3 hab./km², y 440 viviendas.